# Дървеник (община Конавле)
Дървеник (на хърватски: Drvenik) е село в Хърватия, разположено в община Конавле, Дубровнишко-неретванска жупания. Намира се на 220 метра надморска височина. Населението му според преброяването през 2011 г. е 52 души. При преброяването на населението през 1991 г. има 77 жители, от тях 76 (98,70 %) хървати и 1 (1,29 %) сърбин.

## Население
Численост на населението според преброяванията през годините:
- 1857 – 110 души
- 1869 – 116 души
- 1880 – 116 души
- 1890 – 125 души
- 1900 – 139 души
- 1910 – 133 души
- 1921 – 129 души
- 1931 – 153 души
- 1948 – 144 души
- 1953 – 125 души
- 1961 – 103 души
- 1971 – 98 души
- 1981 – 84 души
- 1991 – 77 души
- 2001 – 70 души
- 2011 – 52 души